# Goose Creek (Kentucky)
Goose Creek – miasto w Stanach Zjednoczonych, w stanie Kentucky, w hrabstwie Jefferson.